# ثلاثي كلورو فلورو الميثان
ثلاثي كلورو فلورو الميثان (يرمز له R-11 أو CFC-11) هو مركب كيميائي من مركبات كلوروفلوروكربون له الصيغة الكيميائية CCl3F، ويكون عند درجة حرارة الغرفة إما على شكل غاز أو سائل عديم اللون، وذلك لأن نقطة الغليان له تقع عند 23.77 °س.

## الاستخدام في مجال التبريد
كان هذا المركب يستخدم في السابق كمادة تثليج في أجهزة التكييف والتبريد، وكان له الاسم التجاري فريون-11؛ إلا أن الحظر العام على إنتاج مركبات كلوروفلوروكربون حسب اتفاقية مونتريال أدى إلى إيقاف استخدام هذه المادة للتقليل من خطر نضوب الأوزون، إذ أن لهذا المركب قدرة نضوب الأوزون Ozone depletion potential بمقدار 1.0 وهي قيمة معيارية لباقي المركبات.
أوقف الإنتاج العالمي من هذه المادة في العديد من دول العالم بشكل نهائي في أواخر تسعينات القرن العشرين.

## معرض الصور

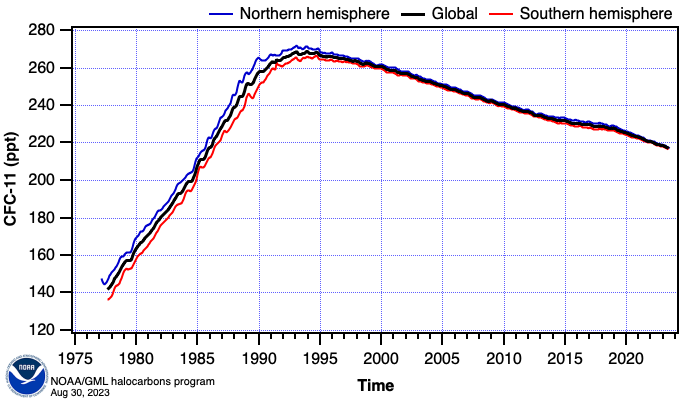
متوسط التراكيز العالمية من CFC-11 حسب (NOAA/ESRL)
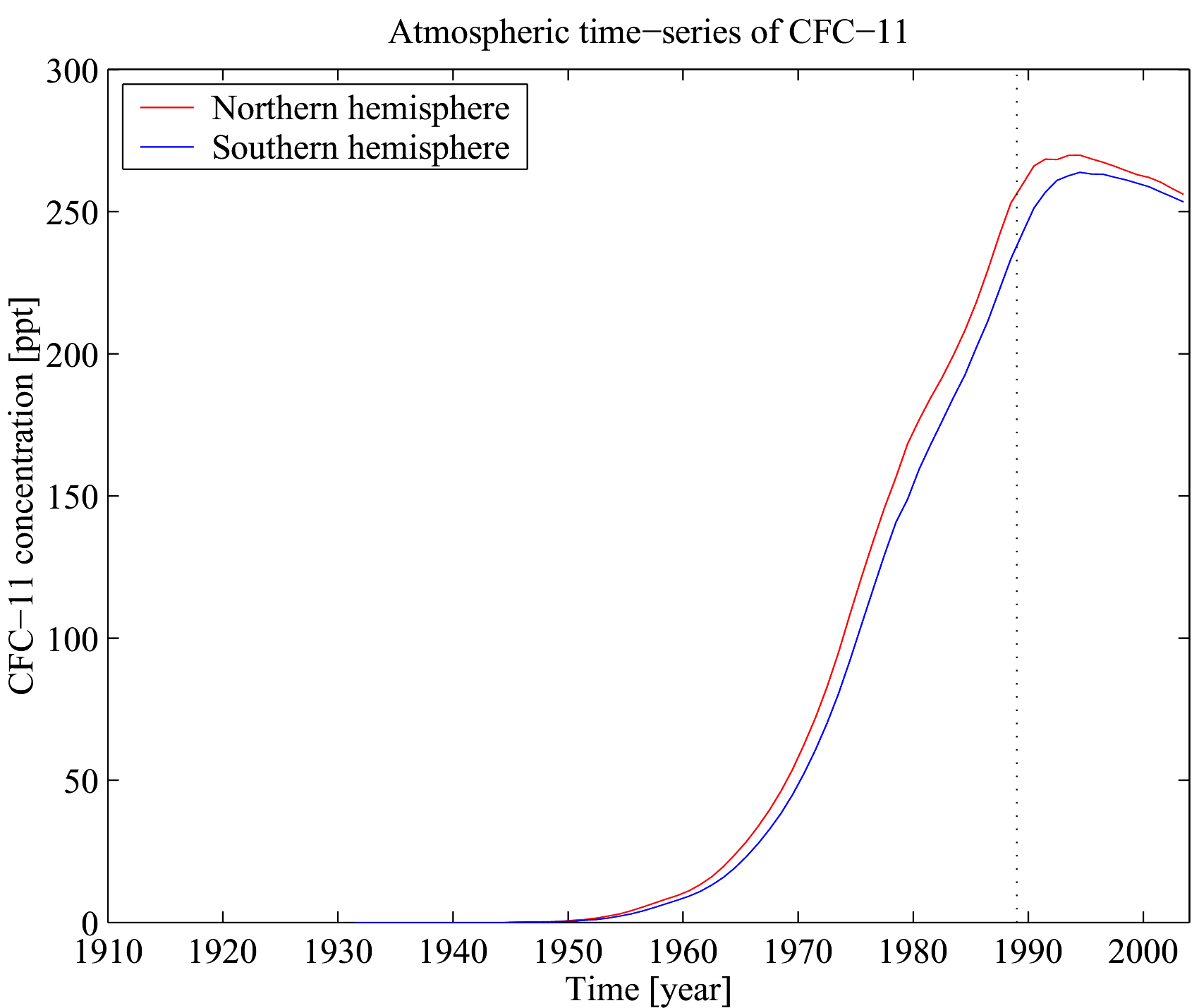
منحنى زمني لتغير تراكيز CFC-11 حسب (Walker et al., 2000)
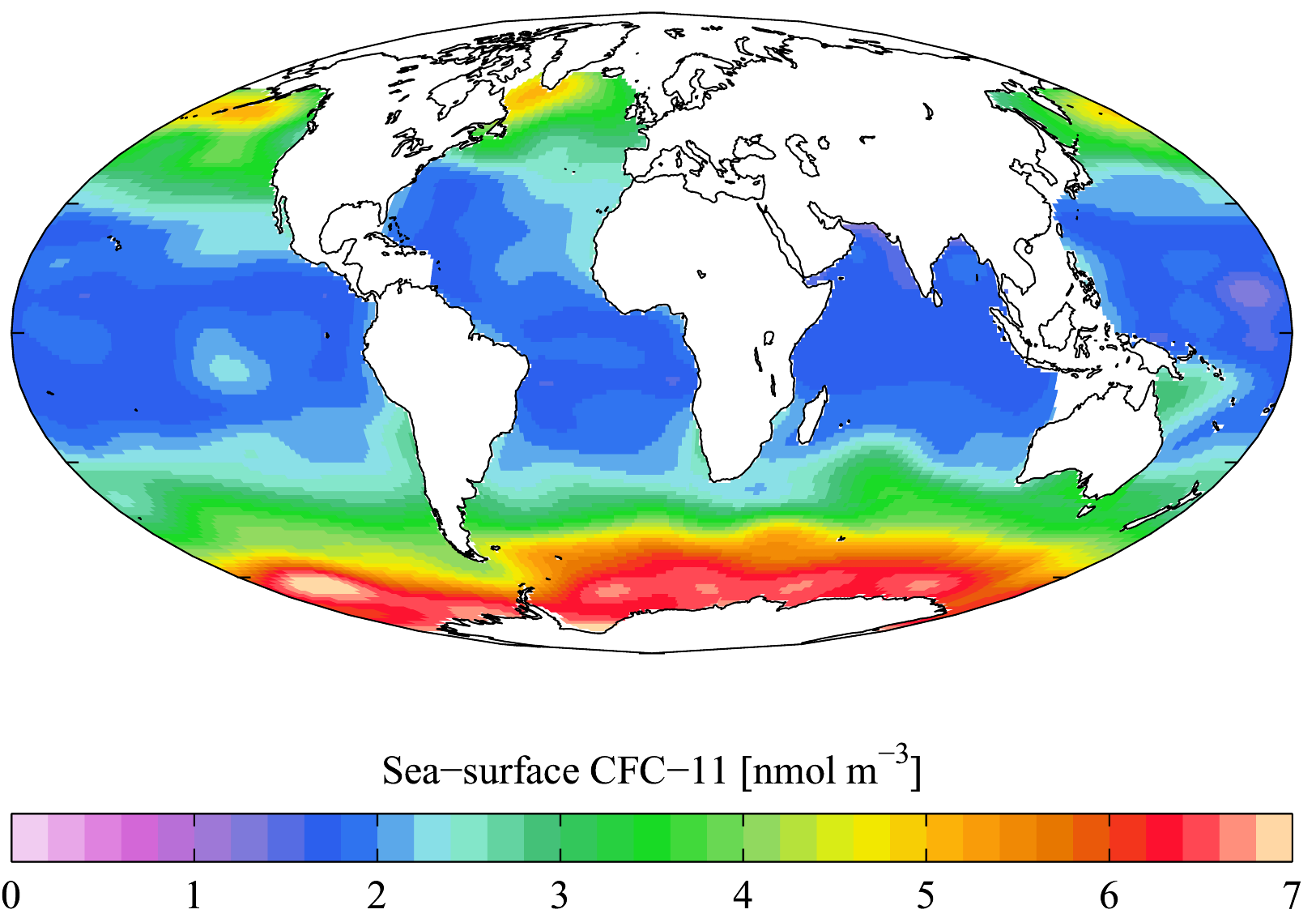
خريطة تبين تراكيز CFC-11 حول العالم بالقرب من مستوى سطح البحر في تسعينات القرن العشرين
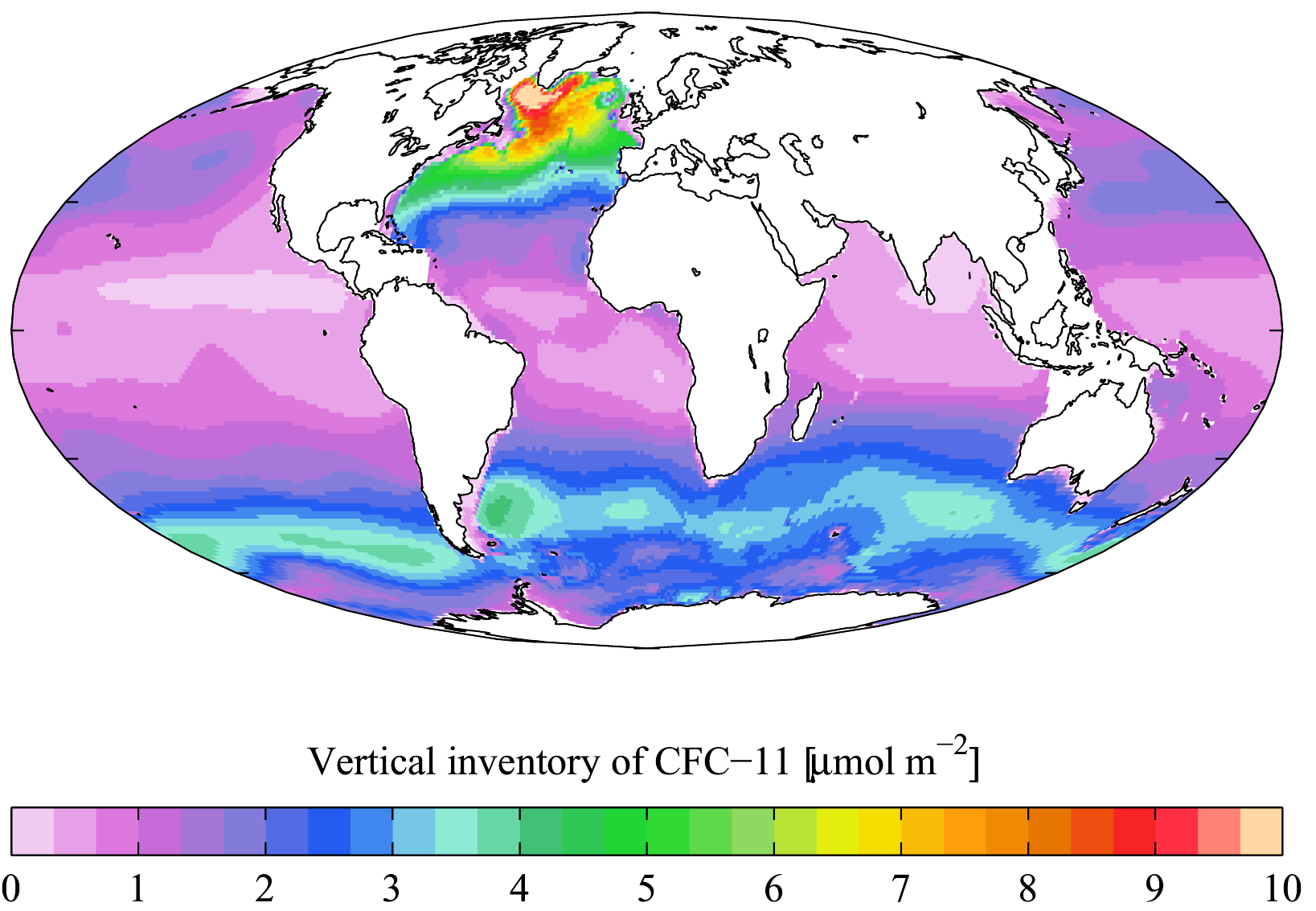
خريطة تبين تراكيز CFC-11 حول العالم في المحيطات في تسعينات القرن العشرين

## اقرأ أيضاً
- كلوروفلوروكربون
- نضوب الأوزون
- اتفاقية مونتريال
- ثماني فلورو حلقي البوتان
- كلورو خماسي فلورو الإيثان
- كلورو ثنائي فلورو الميثان
- برومو كلورو الميثان